# Pachycordyle mashikoi
Pachycordyle mashikoi är en nässeldjursart som beskrevs av Ito 1952. Pachycordyle mashikoi ingår i släktet Pachycordyle och familjen Pachycordylidae. Inga underarter finns listade i Catalogue of Life.